# Leonardo Pérez Larios
Leonardo Pérez Larios   (Lagos de Moreno, 28 de novembre de 1883 - León, 19 de juny de 1929) fou un laic beatificat per Benet XVI a la ciutat de Guadalajara. Va morir martiritzat en companyia dels pares claretians Andreu Solà i Molist i José Trinidad Rangel.

## Mort i beatificació
Fou detingut el diumenge 24 d'abril de 1927 amb el pare Andreu Solà i fou martiritzat en companyia del pare Solà i del pare Trinidad Rangel el 25 d'abril del 1927. La seva beatificació es realitzà amb una eucaristia solemne a la ciutat de Guadalajara el 20 de novembre del 2005 amb la presència del cardenal José Saraiva Martins.